# Emanuel Mendel

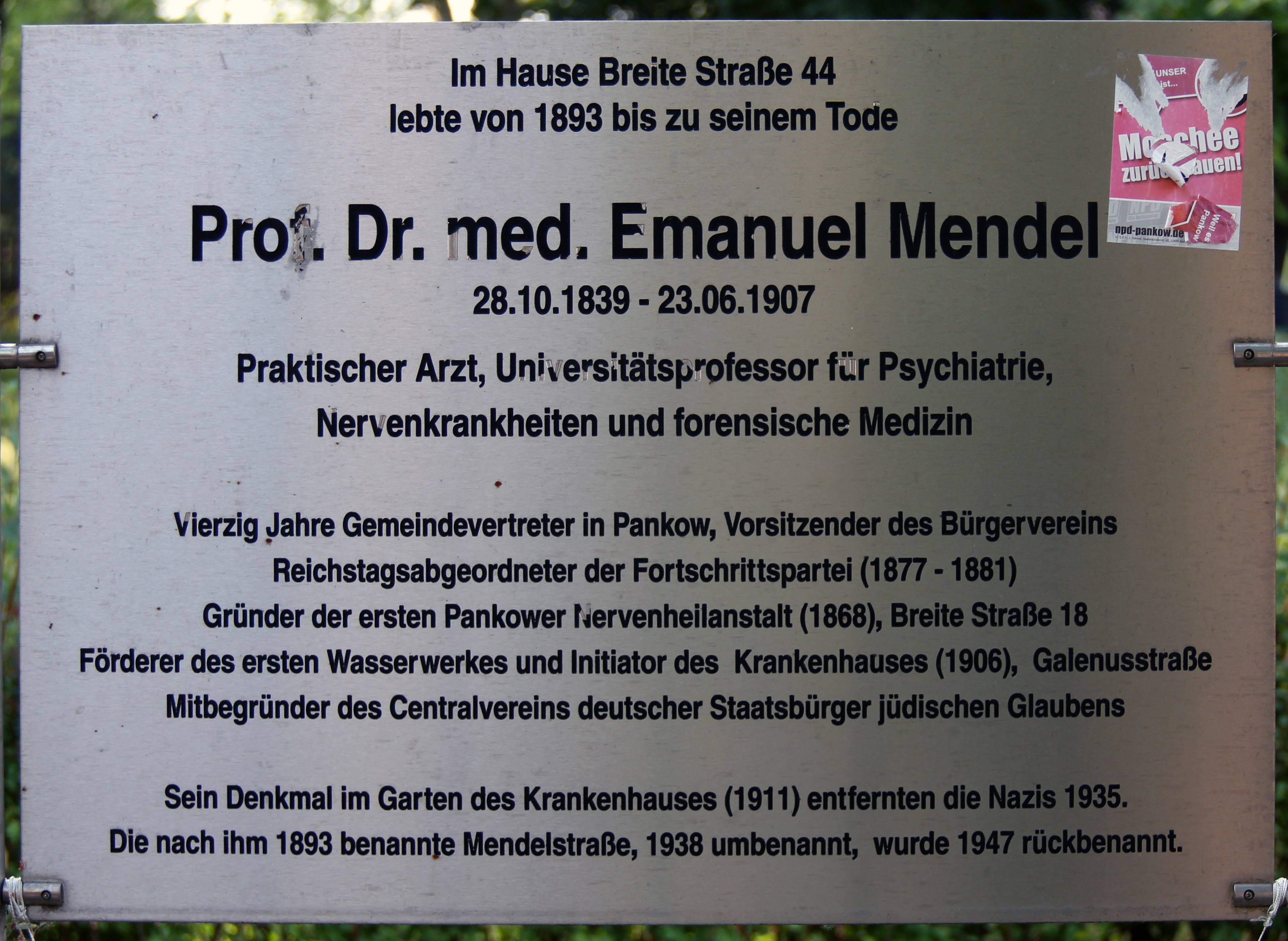
Tablica pamiątkowa w Berlinie-Pankow

Emanuel Ernst Mendel (ur. 28 października 1839 w Bunzlau, zm. 23 czerwca 1907 w Berlinie-Pankow) – niemiecki lekarz neurolog i psychiatra, profesor na Uniwersytecie Fryderyka Wilhelma i dyrektor polikliniki w Berlinie.

## Życiorys
Urodził się 28 października 1839 w Bunzlau (dzisiejszy Bolesławiec) w żydowskiej rodzinie jako syn kupca Wolfa Mendla (1808-1879) i jego żony Rosalie z domu Guhrauer. Uczęszczał do gimnazjum w Legnicy, następnie studiował medycynę na Śląskim Uniwersytecie Fryderyka Wilhelma we Wrocławiu i na Uniwersytecie Fryderyka Wilhelma w Berlinie. Tam ukończył studia w roku 1860. W latach 1864, 1860, 1870–1871 lekarz wojskowy. W 1882 założył i wydawał Neurologisches Centralblatt, oficjalne czasopismo Berlińskiego Towarzystwa Psychiatrów i Neurologów. Jego asystentami byli między innymi Łazar Minor, Louis Jacobsohn-Lask, Hugh Talbot Patrick, Paul Schuster, Max Bielschowsky i Edward Flatau. Należał do Deutsche Fortschrittspartei. Przez dwie kadencje członek Reichstagu (od 1877 do 1881). W 1906 otrzymał tytuł tajnego radcy medycznego (Geheimer Medizinalrat). Zmarł 23 czerwca 1907 po długiej chorobie.
Żonaty z Susanne Lindow (lub London), mieli synów Kurta i Fritza oraz córki: Gertrud zamężną Adler i Charlotte.
Pochowany jest na cmentarzu w Berlinie-Wedding (Urnenfriedhof Gerichtstraße).

## Dorobek naukowy
Mendel jest pamiętany za wprowadzenie uzyskiwanej z australijskiej rośliny Dubosia myoporoides duboizyny do leczenia choroby Parkinsona. Mendel opowiadał się za łączeniem neurologii i psychiatrii jako dopełniających się dyscyplin. Badał też padaczkę i porażenie postępujące.
Napisał podręcznik psychiatrii Leitfaden der Psychiatrie für Studirende der Medicin (Stuttgart: Enke, 1902) przetłumaczony m.in. na angielski (A Psychological Study of Insanity for Practitioners and Students, tłum. William Christopher Krauss).

## Wybrane prace
- Die progressive Paralyse der Irren. Berlin 1880
- Die Manie: Eine Monographie. Urban & Schwarzenberg 1881
- Der Hypnotismus (1889)
- Die Tabes bei weiblichen Geschlecht. Neurologisches Centralblatt 1, 19-24, 1901
- Leitfaden der Psychiatrie für Studirende der Medicin. Stuttgart: Enke, 1902.
- Краткое руководство к психиатрии. Перевод с немецкого В.Г. фон-Гольштейна. СПб: Практическая Медицина (В.С. Эттингер), 1904
- Text-book of Psychiatry: A Psychological Study of Insanity for Practitioners and Students. F. A. Davis Company 1907